# Louis Dutfoy
Louis Charles Marie Dutfoy est un tireur français né le 12 janvier 1860 à Marseille et mort le 7 août 1904 à Marseille. Il a participé aux épreuves de tir aux Jeux olympiques d'été de 1900 à Paris et remporté une médaille d'argent.

## Palmarès
- Jeux olympiques d'été de 1900 à Paris (France):
  -  Médaille d'argent en pistolet d'ordonnance 50 mètres par équipes.
  - 5e en pistolet 50 mètres 60 coups.